# Hvide Nil
Den Hvide Nil er en afrikansk flod. Sammen med Den Blå Nil danner Den Hvide Nil Nilen ved Sudans hovedstad Khartoum. Floden starter ved Victoriasøen, hvorfra den flyder mod nord og senere mod vest gennem Uganda, Lake Kyoga og Lake Albert. Den Hvide Nil er fra Victoriasøen og til mødet med Den Blå Nil ca. 3700 km lang.
0°24′55″N 33°11′44″Ø / 0.41522°N 33.19558°Ø